# Transall C-160

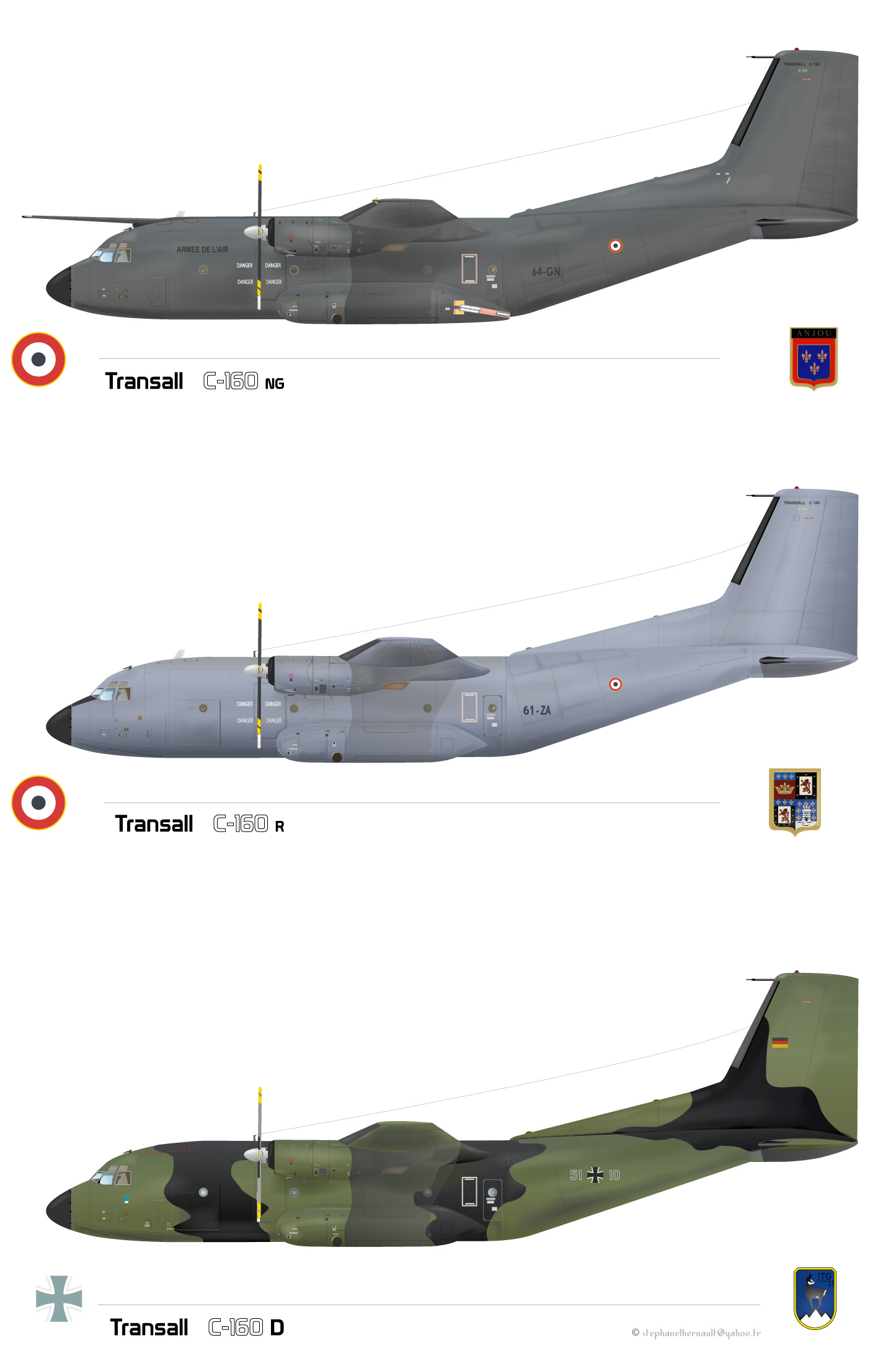
Disegni di Transall C-160 dell'Armée de l'Air e della Luftwaffe

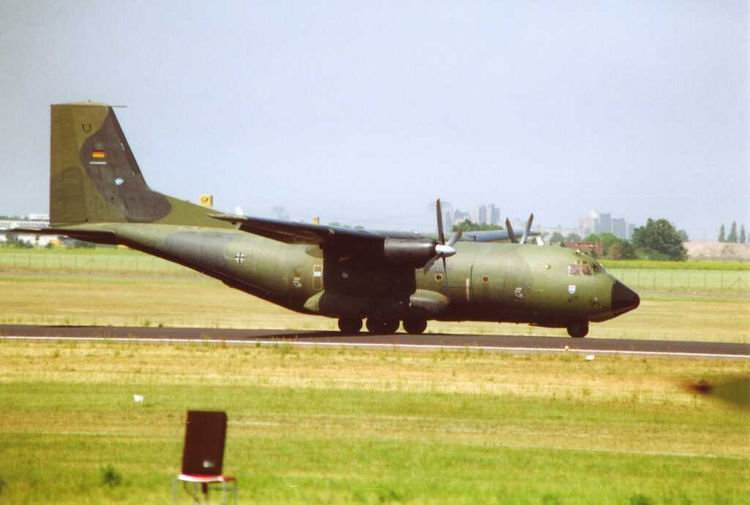
Vista laterale di un Transall C-160 tedesco

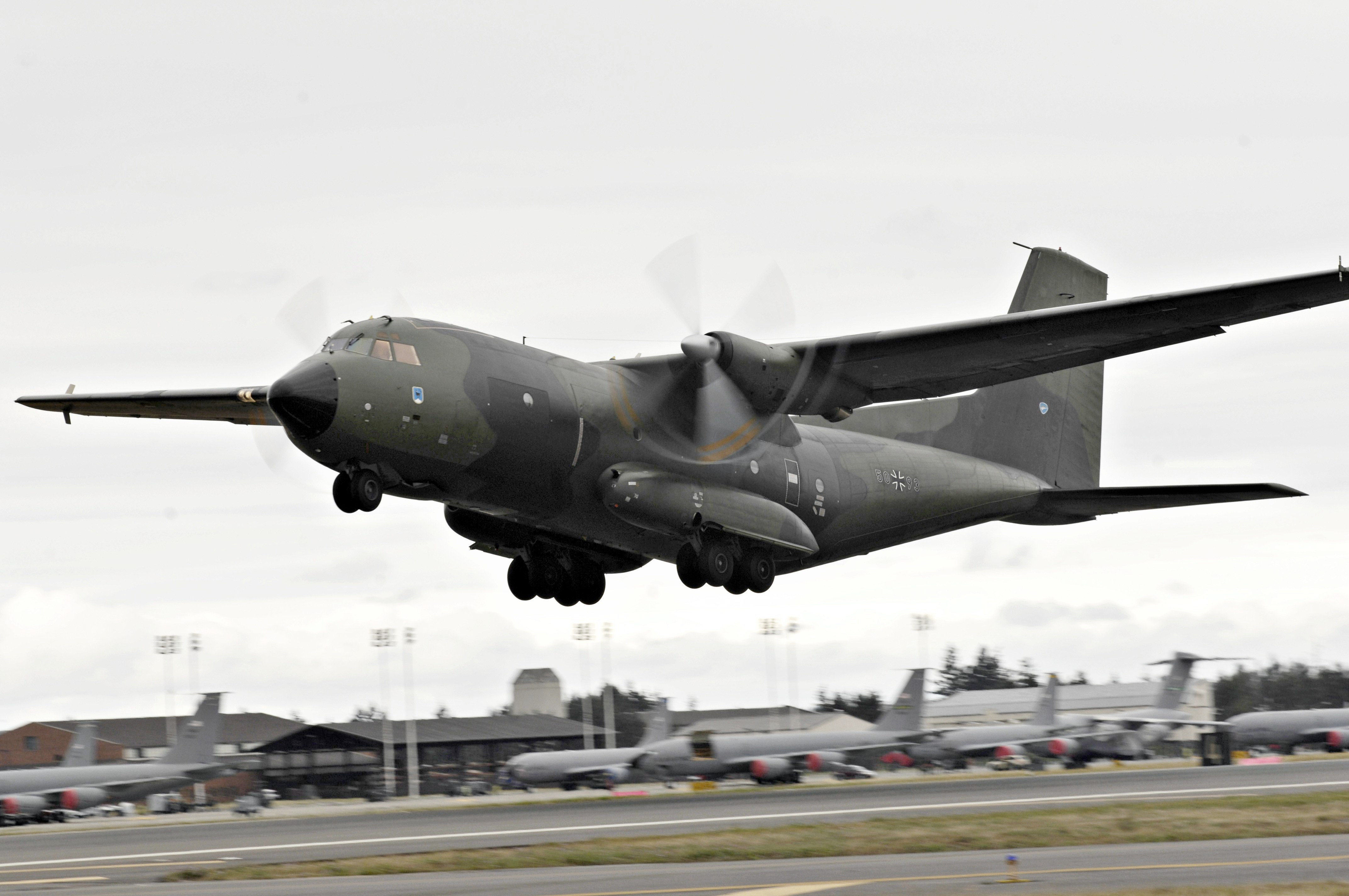
Un Transall C-160 tedesco in atterraggio alla McChord Air Force Base, Washington (USA), nel luglio del 2007

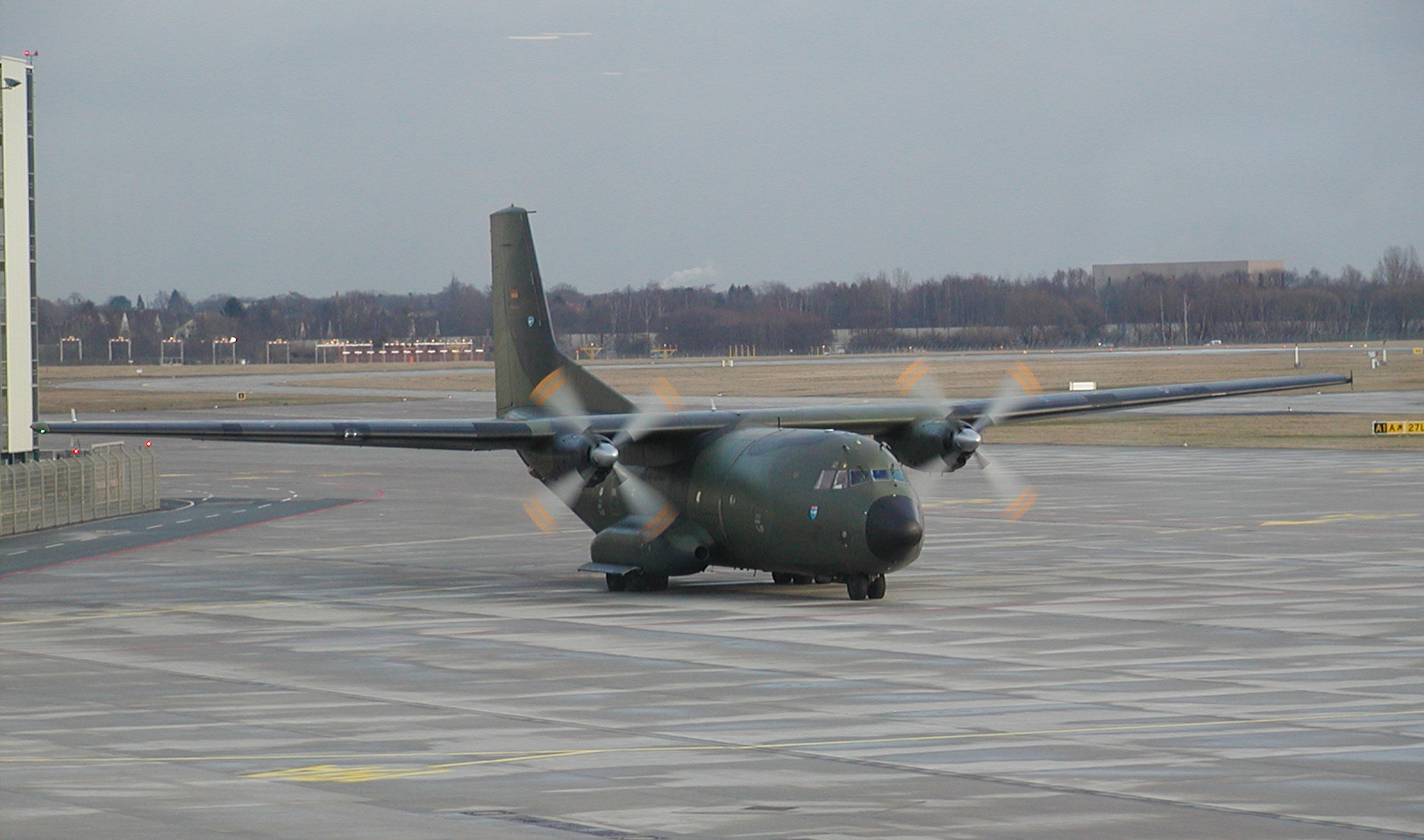
Un Transall C-160 tedesco

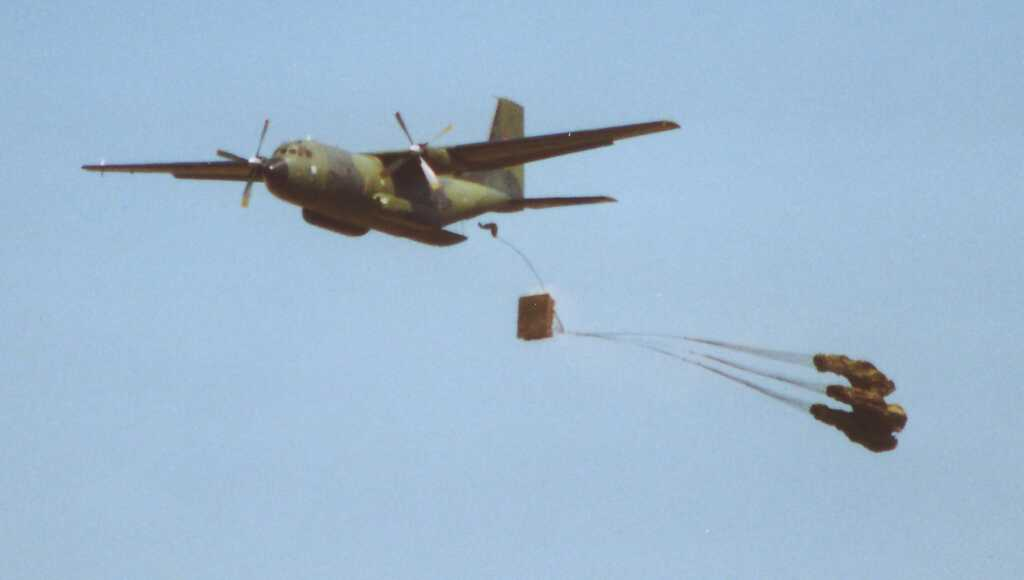
Un Transall C-160 tedesco in volo mentre lancia del materiale

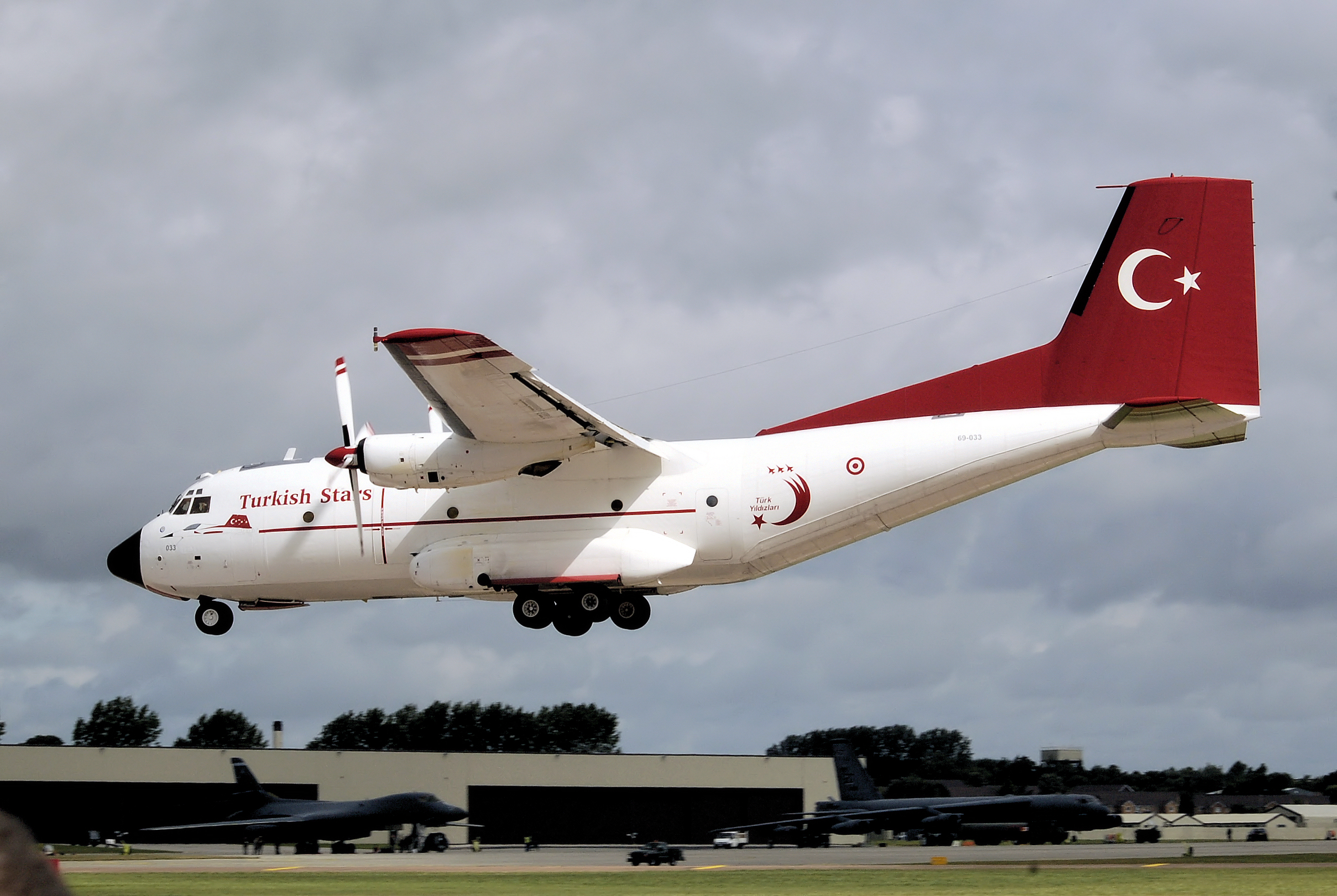
Un Transall C-160 dell'aviazione Turca

Il Transall C-160 è un monoplano bimotore da trasporto prodotto a partire dalla seconda metà degli anni sessanta.
Il velivolo era prodotto dal consorzio Transport Allianz, inizialmente formato dall'impresa francese Nord Aviation e dalle tedesche Weser Flugzeugbau e Hamburger Flugzeugbau.
In seguito a successivi eventi economico-finanziari, tali aziende confluirono rispettivamente nell'Aérospatiale, nella Vereinigte Flugtechnische Werke e nella Messerschmitt-Bölkow-Blohm GmbH. Forti dell'esperienza accumulata con Transall, dopo qualche anno, le medesime aziende sarebbero divenute parte importante del consorzio Airbus.
La sigla C-160 è una combinazione tra il ruolo di impiego ("Cargo") e la misura della superficie alare (160 m²).

## Storia

### Sviluppo
Nel 1957, sulla base delle necessità emerse dalle richieste di diversi paesi europei, la Nord Aviation presentò il progetto per un aereo da trasporto militare a medio raggio, basato sui disegni di una precedente proposta per un pattugliatore marittimo. A seguito delle diverse manifestazioni d'interesse, poiché la Nord Aviation non aveva la struttura (economica e tecnica) per condurre a termine un progetto di tale portata, nel 1958 venne decisa la creazione del consorzio Transport Allianz, nel quadro di una collaborazione Italo-Franco-Tedesca.
L'Italia si ritirò presto dal progetto ed il consorzio Transall proseguì con le sole aziende franco-tedesche.
Il velivolo veniva assemblato negli stabilimenti di Bourges, in Francia, e di Brema e Amburgo, in Germania.
Il primo volo del C-160 ebbe luogo il 25 febbraio 1963; la prima serie di produzione (costituita da un totale di 169 esemplari) venne venduta anche alle forze armate di Turchia e Sudafrica.
Una seconda serie venne lanciata alla fine degli anni settanta: definita C-160NG (Nouvelle Generation, Nuova Generazione), era dotata di una nuova avionica, di due serbatoi di carburante supplementari e di sistema di rifornimento in volo.
Questo secondo lotto produttivo venne realizzato presso le catene di montaggio dell'Aérospatiale a Tolosa ed il primo esemplare di C-160NG volò per la prima volta il 9 aprile 1981. Si trattò in tutto di 29 esemplari, di cui 2 destinati a funzioni di ponte radio (C-160H) ed altri 2 (C-160G) all'impiego come velivoli per l'ascolto elettronico.

### Impiego operativo
Le consegne ai reparti ebbero luogo a partire dal 1967 e da allora i C-160 hanno servito egregiamente nelle rispettive forze armate, nel ruolo di trasporto tattico.
In particolare gli esemplari dell'Armée de l'air sono stati impegnati in tutte le operazioni umanitarie e le missioni realizzate all'estero negli ultimi 40 anni.
Quattro dei velivoli della prima serie acquistati dall'Armée de l'air sono stati successivamente acquistati dall'Air France e, dopo le opportune modifiche, impiegati in voli notturni di servizio postale.
Uno degli esemplari di C-160G, per l'ascolto elettronico, venne impiegato durante la Guerra del Golfo nel 1991.
Tra il 1994 ed il 1999 tutti i C-160 francesi sono stati rinnovati, tramite l'installazione di una nuova avionica e di un sistema di contromisure antimissile. I velivoli sono quindi stati ribattezzati C-160R (Rénové, Rinnovato). Un programma similare è stato attuato dalla Luftwaffe per i propri esemplari: in questo caso la nuova avionica è stata realizzata dalla BAE Systems.
Tutti gli aerei Sudafricani sono stati ritirati dal servizio, mentre le forze aeree di Francia, Germania e Turchia utilizzano ancora i rispettivi esemplari che, nelle previsioni, dovrebbero essere sostituiti dagli Airbus A400M.
Gli ultimi C-160D tedeschi sono stati ritirati dal servizio il 14 dicembre 2021, dopo 58 anni di servizio.
Cinque mesi più tardi, il 26 marzo 2022, la stessa sorte è toccata agli ultimi C-160R da trasporto francesi, sono stati ritirati dopo 59 anni, lasciando in servizio i soli due C-160G "Gabriel" da guerra elettronica.

## Descrizione tecnica
Il Transall C-160 è un bimotore ad ala alta con cabina pressurizzata. La fusoliera si raccorda ai piani di coda tramite un grande portellone che funge da rampa di carico; su ogni lato è inoltre presente una porta per il lancio dei paracadutisti.
La propulsione del velivolo è affidata a due turboelica Rolls-Royce Tyne, che erogano una potenza di circa 6 100 shp.

## Versioni
Prototipi
- C160V: 3 esemplari + 2 cellule di test

Serie iniziale
- C-160D: 113 esemplari per la Luftwaffe, di cui 3 di pre-serie e 20 che sono stati rivenduti alla Turchia;
- C-160F: 53 esemplari per l'Armée de l'air, di cui 3 di pre-serie;
- C-160T: 20 esemplari per la Türk Hava Kuvvetleri;
- C-160Z: 9 esemplari per la Suid-Afrikaanse Lugmag;

Seconda serie
- C-160NG: versione migliorata, 29 esemplari per l'Armée de l'air;
- C-160NG: versione migliorata, 6 esemplari per l'Indonesia;

Corversioni e aggiornamenti
- C-160G Gabriel da guerra elettronica: 2 "C-160NG" francesi modificati e modernizzati nel 2009 per l'Armée de l'air e attrezzati per l'impiego in funzioni SIGINT;
- C-160H Astarté ("Avion STAtion Relais de Transmissions Exceptionnelles"): 4 "C-160NG" francesi trasformati per le comunicazioni aeromarittime e attrezzati per l'impiego in funzione di ponte radio. Non più in servizio, sono parcheggiati sulla base aerea di Chateaudun;
- C-160R: sono dei "C-160F" o "C-160NG" con un'avionica rinnovata e un sistema di autoprotezione. Dal 1999, tutti i "C-160F" e i "C-160NG" sono diventati "R";
- C-160P: 4 velivoli "F" utitizzati dalle poste francesi (dall'Air France per conto di La Poste) tra il 1973 e il 1985, poi restituiti all'Armée de l'air. Sono ritirati dal servizio, e utilizzati per l'addestramento alle procedure di soccorso (evacuazione d'urgenza, pompieri);

Proposte non realizzate
- C-160 AAA: rivelazione a distanza e identificazione
- C-160 ASF: piattaforma di lancio di missili Exocet AM39
- C-160 S: sorveglianza marittima
- C-160 SE: sorveglianza elettronica

## Utilizzatori

### Civili
Australia
- Wieland Aviation

3 C-160D ex Luftwaffe acquistati a settembre 2022, con il primo esemplare consegnato ad agosto 2023. 
 Francia
- Air France per conto di La Poste

 Indonesia
- Manunggal Air Service

 Svizzera
- Balair

### Militari
Francia
- Armée de l'air
76 C-160R da trasporto e 2 C-160EW da guerra elettronica consegnati rispettivamente nel 1967 e nel 1989, con i primi ritirati il 26 marzo 2022 ed i secondi il 22 maggio dello stesso anno.[6][2][7]
Inquadrati in
  - Escadron Electronique Aéroporté 01.054 "Dunkerque" sulla BA 128 Metz-Frescaty (2 esemplari: C-160G Transall Gabriel)
    - 1er 1 escadrille SPA-bi 20 "Lion des Flandres"

  - Escadron de Transport 01.061 "Touraine" sulla BA 123 Orleans-Bricy (esemplari: C-160R Transall)
    - 1er escadrille V 101 "Tête de hibou"
    - 2nd escadrille V 113 "Chauve-souris"

  - Escadron de Transport 03.061 "Poitou" sulla BA 123 Orleans-Bricy (esemplari: C-160R Transall)
    - 2nd escadrille 2° escadrille VB119

  - Escadron de Transport 01.064 "Béarn" sulla BA 105 Évreux-Fauville (esemplari: C-160NG Transall)
    - 1er escadrille SAL 14 "Griffon ailé"
    - 2nd escadrille SAL 18 "Le personnage dans le vent des hélices"

  - Escadron de Transport 02.064 "Anjou" sulla BA 105 Évreux-Fauville (esemplari: C-160NG Transall)
    - 1er escadrille BR 131 "Chimère ailée chevauchant une bombe"
    - 2nd escadrille BR 132 "Dragon annamite"

  - Centre d'instruction des équipages de transport (CIET) 00.340 sulla BA 123 Orleans-Bricy (esemplari: C-160 Transall)
    - escadrille d'instruction C160 (EIE 01.340) sulla BA 105 Évreux-Fauville

 Germania
- Luftwaffe

110 C-160D ricevuti a partire dal 1968 e ritirati dal servizio il 14 dicembre 2021. 3 C-160D ceduti alla società civile australiana Wieland Aviation a settembre 2022 e consegnati a partire dall'agosto 2023.
 Sudafrica
- Suid-Afrikaanse Lugmag

 Turchia
- Türk Hava Kuvvetleri

20 C-160D ex Luftwaffe acquistati nel 1971.

## Velivoli comparabili
- CASA C-295
- Fairchild C-123 Provider
- Alenia C-27J Spartan
- de Havilland Canada DHC-4 Caribou
- Antonov An-12
- Lockheed C-130 Hercules